# Cratere Lucian
Lucian è un cratere lunare di 6,85 km situato nella parte nord-orientale della faccia visibile della Luna.